# Панеттьери
Панеттьери (итал. Panettieri) — коммуна в Италии, располагается в регионе Калабрия, подчиняется административному центру Козенца.
Население составляет 375 человек, плотность населения составляет 27 чел./км². Занимает площадь 14 км². Почтовый индекс — 87050. Телефонный код — 0968.
Покровителем населённого пункта считается San Carlo Borromeo.